# أندرياس مساروس
أندرياس مساروس هو لاعب كرة قدم سلوفاكي في مركز الهجوم، ولد في 29 مارس 1996 في كومارنو في سلوفاكيا. لعب مع FK Csíkszereda Miercurea Ciuc ‏.

## وصلات خارجية
- أندرياس مساروس على موقع قاعدة بيانات كرة القدم.إي يو (الإنجليزية)
- أندرياس مساروس على موقع Soccerway.com (الإنجليزية)
- أندرياس مساروس على موقع GSA (الإنجليزية)